# دهستان سانگبای
دهستان سانگبای (به لاتین: Sangbay Gewog) یک دهستان در کشور بوتان است که در ناحیهٔ ها واقع شده‌است. دهستان سانگبای ۴۳۲٫۸ کیلومتر مربع مساحت و ۹۱۱ نفر جمعیت دارد.